# Oscar Bernadotte
Prins Oscar Carl August Bernadotte, greve af Wisborg (15. november 1859 på Drottningholm Slot nær Stockholm – 4. oktober 1953 i Grödinge, Stockholms län) var den anden søn af kong Oscar 2. af Sverige og Sophie af Nassau og yngre broder til Gustaf V. Han var onkel til Dronning Ingrids fader. Frem til sit giftermål var han prins af Sverige og Norge samt hertug af Gotland. 

## Ægteskab
Ved sit giftermål 1888 med Ebba Munck af Fulkila, som ikke var af kongelig afstamning, mistede han sin status som kongelig højhed. Af sin morbror, storhertug Adolf 1. af Luxembourg, fik han den specielt til ham oprettede arvelige titel greve af Wisborg. Denne titel er sidenhen også tildelt andre svenske prinser, som har giftet sig ikke-kongeligt. Af sin far fik Oscar ret til at kalde sig "prins Oscar Bernadotte". Denne prinsetitel gik dog ikke i arv til hans børn. Det officielle Sverige anerkendte aldrig den luxembourgske titel. Derfor blev Oscar Bernadotte fortsat opført som OSCAR Carl August Prins Bernadotte i den svenske statskalender.  

### Børn
- Maria Sophie Henrietta (1889-1974), ugift.
- Carl Oscar (1890-1977). Gift 1) 1915-1935 med Marianne De Geer af Leufsta (1893-1978). To døtre og to sønner. Gift 2) 1937 med Gerty Börjesson (1910-2004). En søn.
- Ebba Sophia (1892-1936). Gift 1917 med Carl-Mårten Fleetwood (1885-1966). Ingen børn.
- Elsa Victoria (1893-1996). Gift 1929 med Hugo Cedergren (1891-1971). Ingen børn.
- Folke Bernadotte.

## Titler
- 1859-1888: Hans Kongelige Højhed Prins Oscar af Sverige og Norge, Hertug af Gotland. (på svensk: Hertig Oscar Carl August av Gotland, Sveriges och Norges arvfurste)
- 1888-1892: Prins Oscar Bernadotte (officielt: OSCAR Carl August Prins Bernadotte) (en personlig ikke-arvelig titel)
- 1892-1953: Prins Oscar Bernadotte, greve af Wisborg (tilhørte den ikke-introducerede adel)